# Ginestà
Ginestà és un grup de música format pels germans Júlia Serrasolsas i Pau Serrasolsas, del barri de Sant Andreu de Palomar de Barcelona. Les seves cançons barregen estils de música pop, sons experimentals i folk. La banda es completa amb la guitarrista Andrea Puig,  el bateria Xicu i el teclista Gerard Sala.
El nom del grup vol retre homenatge a Marina Ginestà i Coloma. Abans de començar la seva trajectòria amb Ginestà, els dos germans lideraven un altre grup anomenat La Púrria.

## Trajectòria
L'abril de 2018 van presentar el seu primer disc autoeditat titulat Neix, i el novembre de 2019 el seu segon àlbum, Ginestà. Amb el disc homònim van obtenir el Premi Enderrock 2020 per votació popular al Millor disc de cançó d'autor del 2019. El 2022 van llançar el tercer disc Suposo que l'amor és això, on inclouen la cançó «L'Eva i la Jana», publicada l'any anterior i que va ser una de les cançons més escoltades de l'estiu.
L'any 2022, en el programa musical de TV3 A2Veus, vint cantants van concursar per a cantar amb Ginestà un dels seus grans èxits. Els participants van rebre formació vocal i també de ball i coreografia, fins que els dos millors van arribar fins a l'embarcador del riu Ebre a Miravet on els membres de Ginestà van escollir amb qui volien cantar «L'Eva i la Jana», una de les seves cançons més conegudes.
El 9 de febrer de 2023 van publicar el seu quart àlbum, Vida Meva, format per tretze cançons i publicat sota el segell discogràfic de Halley Records. Setmanes abans havien publicat quatre avançaments de l'àlbum: «De tot el món», «Em bategues», «Mama» i «La meva sort», Les cançons de l'àlbum segueixen un ordre cronològic a la data de composició. En aquest treball s'endinsaven a ritmes del pop electrònic, que ja es perfilaven en l'àlbum anterior.

## Discografia
- Neix (2018)
- Ginestà (2019)
- Suposo que l'amor és això (Kasba Music, 2022)[9]
  - «L'Eva i la Jana» (senzill, 2021)[10][11]
- Vida meva (Halley Records, 2024)[12]
  - «De tot el món» (senzill, 2023)